# Paris Saint-Germain "II"
El Paris Saint-Germain “B" Football Club es un equipo de fútbol de Francia, filial del París Saint-Germain, que actualmente juega en el Championnat National 3, la quinta división de fútbol del país.

## Historia
Fue fundado en el año 1974 en París como el principal equipo filial del París Saint-Germain FC, por lo que no puede disputar la Ligue 1, ni la Copa de Francia ni la Copa de la Liga cuando esta se jugaba, pero sus jugadores sí pueden formar parte del primer equipo cuando sean requeridos.

### Academia
La Federación Francesa de Fútbol reconoció en 2003 al equipo filial como uno de los mejores en desarrollo de jugadores para la liga local, siendo catalogado como Clase A.
El objetivo es producir jugadores de élite que se adapten al nivel de juego que exige Europa, así como al proceso educativo, para que más adelante formen parte del primer equipo o sean transferidos a otros clubes.

## Palmarés

### Local
- Coupe de Paris: (3)
  - 1972,[2] 1973,[3] 1980[4]
- Division 3 (Grupo Norte): (1)[5]
  - 1987
- Championnat National des Cadets U16: (1)[1]
  - 1988
- Challenge du Meilleur Club de Jeunes: (4)[6]
  - 1989, 2011, 2013, 2014
- Coupe Gambardella: (1)[1]
  - 1991
- CFA (Grupo A): (1)[1]
  - 2003
- Championnat National U19: (4)[1]
  - 2006, 2010, 2011, 2016
- Championnat National U17: (2)[1]
  - 2011, 2016

### Amistoso
- Al Kass International Cup: (2)[7]
  - 2012, 2015

## Jugadores

### Jugadores notables
Los siguientes son nombres de jugadores históricos para nuestro club que destacaron y luego fueron promocionados o transferidos a otros:

| - Fabrice Abriel - Bernard Allou - Nicolas Anelka - Loris Arnaud - Alphonse Aréola - Jean-Kévin Augustin - Thierry Bacconnier - Jean-Michel Badiane - Jean-Christophe Bahebeck - Pierre Bajoc - Souleymane Bamba - Dominique Barberat - Claude Barrabé - Djamel Belmadi - Selim Benachour - Michel Bensoussan - Dominique Berthaud - Sylvain Bied - François Brisson - Gilles Brisson - Bernard Bureau - Roméo Calenda - Lorik Cana - Gilles Cardinet - Gérard Cenzatto | - Clément Chantôme - Kingsley Coman - Antoine Conte - Sylvain Distin - Franck Dja Djédjé - Didier Domi - Othniel Dossevi - Boukary Dramé - Pierre Ducrocq - Richard Dutruel - Jean-Claude Fernandes - Luis Fernández - Jean-Luc Girard - Patrick Grappin - Yannick Guillochon - Rudy Haddad - Pascal Havet - Gaël Hiroux - Philippe Jean - Lionel Justier - Neeskens Kebano - Fabrice Kelban - Jeremi Kimmakon - Presnel Kimpembe - Thomas Kokkinis | - Loïck Landre - Jean-Claude Lemoult - Jérôme Leroy - Francis Llacer - Dominique Lokoli - Chiguy Lucau - Larrys Mabiala - Florian Makhedjouf - Tripy Makonda - Patrice Marquet - Olivier Martinez - Jean-Eudes Maurice - Patrick Mboma - Franck Mérelle - Mario Mongelli - Bernard Moraly - Fabrice Moreau - Thierry Morin - Youssuf Mulumbu - Edwin Murati - David N'Gog - Granddi Ngoyi - Guy Nosibor - Pascal Nouma - Bartholomew Ogbeche | - Hervin Ongenda - Grégory Paisley - Maxime Partouche - Stéphane Persol - Samuel Piètre - Jean-Marc Pilorget - Laurent Pimond - Hervé Porquet - Alain Préfaci - Yacine Qasmi - Adrien Rabiot - Hocine Ragued - Éric Renaut - Pierre Reynaud - David Rinçon - Mamadou Sakho - Liazid Sandjak - Younousse Sankharé - Amara Simba - Franck Tanasi - Thierry Tinmar - Didier Toffolo - Kalifa Traoré - Franck Vandecasteele - Jean-Luc Vasseur |